# Плашкоут

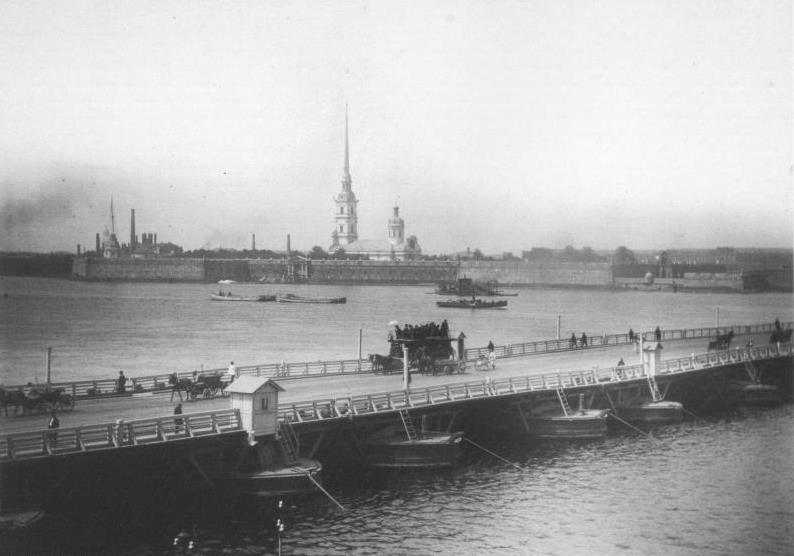
Троицкий плашкоутный мост через Неву (1880–1890 гг.)

Плашкоут (нидерл. plaatschuit; от plaat — плоское + от schuit — лодка) или Флашкоут — грузовое судно с малой осадкой и упрощённым очертанием наружной поверхности (обводом), барка с высокими бортами, баржа сухогрузная. 
Плашкоут применяется чаще для погрузочно-разгрузочных работ, при погрузке и разгрузке судов, груз устанавливается на палубе. 
Плашкоуты могут служить для настилки временных мостов и опорой для наплавных мостов, также на них может устанавливаться разводная часть постоянного деревянного моста, расположенная в самом глубоком месте реки для пропуска судов.
Такие плашкоутные мосты, были удобны тем, что в случае надобности могли быть отведены в сторону, и тогда освобождается вся ширина реки, в Санкт-Петербурге это бывший Воскресенский мост, соединявший Литейную улицу с Выборгскою стороною, в начале 1880-х годов заменён постоянным железным Александровским мостом, и Троицкий мост через Неву.  

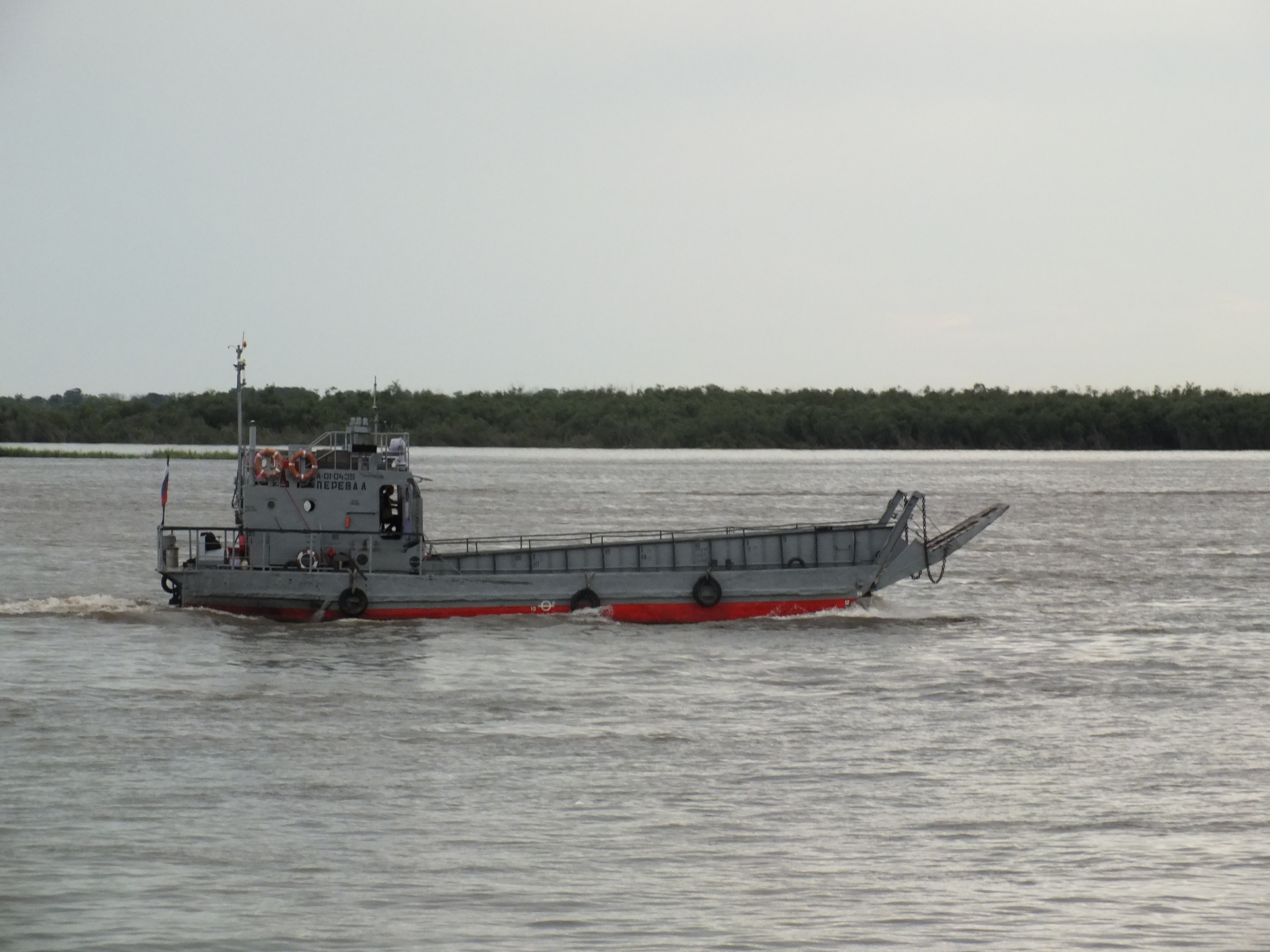
Морская самоходная сухогрузная баржа (плашкоут)

Плашкоут также может быть самоходным, в этом случае его часто называют баржей (сухогрузной) или самоходной баржей. Может оснащаться аппарелью. Одно из судов такого типа приобрело широкую известность в СССР в 1960 году во время дрейфа самоходной баржи Т-36 в Тихом океане. После чего за этим типом судов закрепилось неформальное название «зиганшинка» по фамилии одного из членов экипажа. 
В составе Российского императорского флота суда данного типа применялись с конца XVIII века и обслуживались Ластовыми экипажами. По упразднении ластовых экипажей ведение ластовыми судами перешло в руки портового управления. 